# Adventure Game Interpreter
AGI – kurz für Adventure Game Interpreter – ist ein Programmierwerkzeug und eine Spiel-Engine, das von Sierra-Online benutzt wurde, um deren frühe Adventures zu programmieren.

## Geschichte
Der erste King’s-Quest-Titel benutzte ursprünglich eine Game Assemble Language genannte Programmiersprache. Ihr Designer war Arthur Abraham. Als dieser Sierra verließ, war das Unternehmen nicht mehr in der Lage, das Spiel zu beenden. King’s Quest sollte damals als Vorzeigeprodukt für die Technologie des IBM PCjr dienen. So „spendete“ IBM sein Produkt, AGI, an Sierra, um die Entwicklung von King’s Quest weiter laufen zu lassen.
Mitte der 1980er-Jahre war AGI eine innovative Technologie. Neuere Versionen wurden angepasst, um 16-Farb-EGA-Graphiken und die AdLib-Soundkarte zu unterstützen. Weniger bekannt ist hierbei die Tatsache, dass die Apple-IIgs-Version von AGI bereits Unterstützung für Digital-Sound und mehrstimmige Musik besaß.
Ende der 1980er-Jahre jedoch konnte AGI nicht mit mehr neueren Engines wie SCUMM von Lucasfilm Games konkurrieren, die sich durch Maussteuerung und eine höhere Bildschirmauflösung auszeichneten. 1990 ersetzte Sierra AGI für Abenteuerspiele daher durch die neu entwickelte SCI-Engine.
Das AGI-System  wurde in den 1980er-Jahren auch auf andere Plattformen neben den PCjr portiert, und einige Spiele wurden kommerziell auf dem Apple II, Macintosh, Commodore Amiga und Atari ST freigegeben. Obgleich es eine Sega-Master-System-Version von King’s Quest und eine NES-Version von King’s Quest V gab, ist es sehr unwahrscheinlich, dass diese das AGI-Software-System benutzten.

## Liste der AGI-Spiele
Dies ist eine Liste von Sierra-Spielen, die in AGI entwickelt worden sind.
- King’s Quest I: Quest for the Crown (1984)
- King’s Quest II: Romancing the Throne (1985)
- King’s Quest III: To Heir Is Human (1986)
- King’s Quest IV: The Perils of Rosella (1988) *
- Space Quest: Chapter I – The Sarien Encounter (1986)
- Space Quest II: Chapter II – Vohaul’s Revenge (1987)
- The Black Cauldron (1986)
- Donald Duck’s Playground (1986)
- Leisure Suit Larry in the Land of the Lounge Lizards (1987)
- Mixed-Up Mother Goose (1987)
- Police Quest: In Pursuit of the Death Angel (1987)
- Gold Rush! (1988)
- Manhunter: New York (1988)
- Manhunter 2: San Francisco (1989)

King’s Quest IV wurde gleichzeitig in AGI- und SCI-Versionen produziert und veröffentlicht. Die Hauptvorteile von SCI sind eine höhere Auflösung (320×200 anstatt 160×200 in AGI), Soundkarten-Unterstützung, Mausunterstützung und ein vielseitigeres Scriptsystem. Sierra nahm an, dass einige Systeme nicht imstande sein würden, die SCI-Version laufen zu lassen und entwickelte eine „Light“-Version des Spiels. Jedoch stellte sich dieses als falsch heraus, und die AGI-Version wurde schnell eingestellt. Deswegen gilt die AGI-Version als Sammlerstück.

## Alternative AGI-Spiel-Engines
- Sarien (Sierra AGI Resource Interpreter Engine) ist eine Open-Source-Engine, die AGI-Spiele laufen lassen kann. Sarien arbeitet auf Linux/Unix, Windows, Sega Dreamcast und GP32.[2]

- NAGI (New Adventure Game Interpreter) ist eine OpenSource-AGI-Spieleengine für Linux und Windows, die fast komplett ist und zusätzliche Eigenschaften wie Mausunterstützung hat.[3]

- AGI Studio Ein Open-Source-Programm, welches die Eigenentwicklung von auf AGI basierenden Spielen ermöglicht. Auch die Bearbeitung der alten Sierra-Spiele ist möglich.[4]

- MEKA war die erste öffentliche alternative AGI-Spielengine. Der Name ist ein Akronym, das die Namen der Autoren (Joakim Möller, Lanze Ewing und Peter Kelly) und das Wort Abenteuer kombiniert. Es ist Open Source und ist nur für DOS verfügbar.[5]

- ScummVM unterstützt ab Version 0.10.0 aus dem Jahr 2007 AGI-Spiele. Die AGI-Engine von ScummVM basiert auf Sarien.[6] ScummVM läuft auf einer Vielzahl von Plattformen, darunter unixartige Betriebssysteme (Unix, BSD, Linux, macOS), Windows, Dreamcast, AmigaOS, MorphOS, PlayStation 2, PSP, Nintendo DS, Wii, GP32, Palm OS, Windows Mobile bzw. Windows CE and GP2X.